# Bibliothèque nationale de Côte d'Ivoire
La Bibliothèque nationale de Côte d'Ivoire, ou BNCI, est située à Abidjan, capitale économique, au Plateau entre le Musée des Civilisations et le Ministère de la Défense.

## Historique
La BNCI provient de la section ivoirienne de documentation de l'IFAN, qui est, par ailleurs, l'institution coloniale de recherche dans les domaines de l’ethnosociologie, anthropologie, préhistoire, etc. En 1960, Le section ivoirienne de documentation de l'IFAN est devenue le CND (Centre National de Documentation). Six (06) ans plus tard, la CND devient la BNCI actuelle.
Le 10 septembre 1971, un Décret du Président ivoirien Félix Houphouet Boigny crée la Bibliothèque Nationale de Côte d'Ivoire. En janvier 1974, Félix Houphouet-Boigny va procéder, également, à l'inauguration de l'édifice abritant la BNCI, don du  gouvernement canadien. Rattachée au Cabinet du Ministère de la Culture et de la Francophonie ivoirienne, elle est dirigée par un Directeur, ayant rang de Directeur d'Administration Centrale. Depuis le 7 février 2008, Chantal Adjiman née Nandoh est le Directeur de cette structure patrimoniale, succédant ainsi à Ambroise Agnero Akpa.

## Missions
L'Arrêté, n° 060/MCF/CAB du 23 janvier 2017 portant attribution, organisation et fonctionnement de la Bibliothèque Nationale de Côte d’Ivoire, lui définit les missions suivantes pour le développement et la promotion de la lecture publique :
- recueillir, conserver et diffuser toute la production imprimée nationale ;
- collecter, cataloguer, conserver et enrichir dans tous les champs de la connaissance le patrimoine national ;
- constituer un centre national de documentation et fournir aux lecteurs et chercheurs une documentation aussi variée et complète ;
- constituer un centre général d’information bibliographique sur toutes les collections des bibliothèques du pays et publier une bibliographie nationale sur la base du Dépôt légal ;
- servir de support à l’action de coordination du développement des bibliothèques confiées aux services des publications ;
- assurer l’accès du plus grand nombre aux collections, sous réserve des secrets protégés par la loi, dans des conditions conformes à la législation sur la propriété intellectuelle et compatibles avec la conservation de ces collections ;
- conduire des programmes de recherche en relation avec le patrimoine dont elle a la charge, particulièrement sur la bibliothéconomie ;
- coopérer avec d’autres bibliothèques et centres de recherche et de documentation nationaux ou étrangers, notamment dans le cadre des réseaux documentaires ;
- participer, dans le cadre de la politique définie par l’Etat, à la mise en commun des ressources documentaires des bibliothèques ivoiriennes ;
- permettre la consultation à distance des ouvrages.

## Organisation

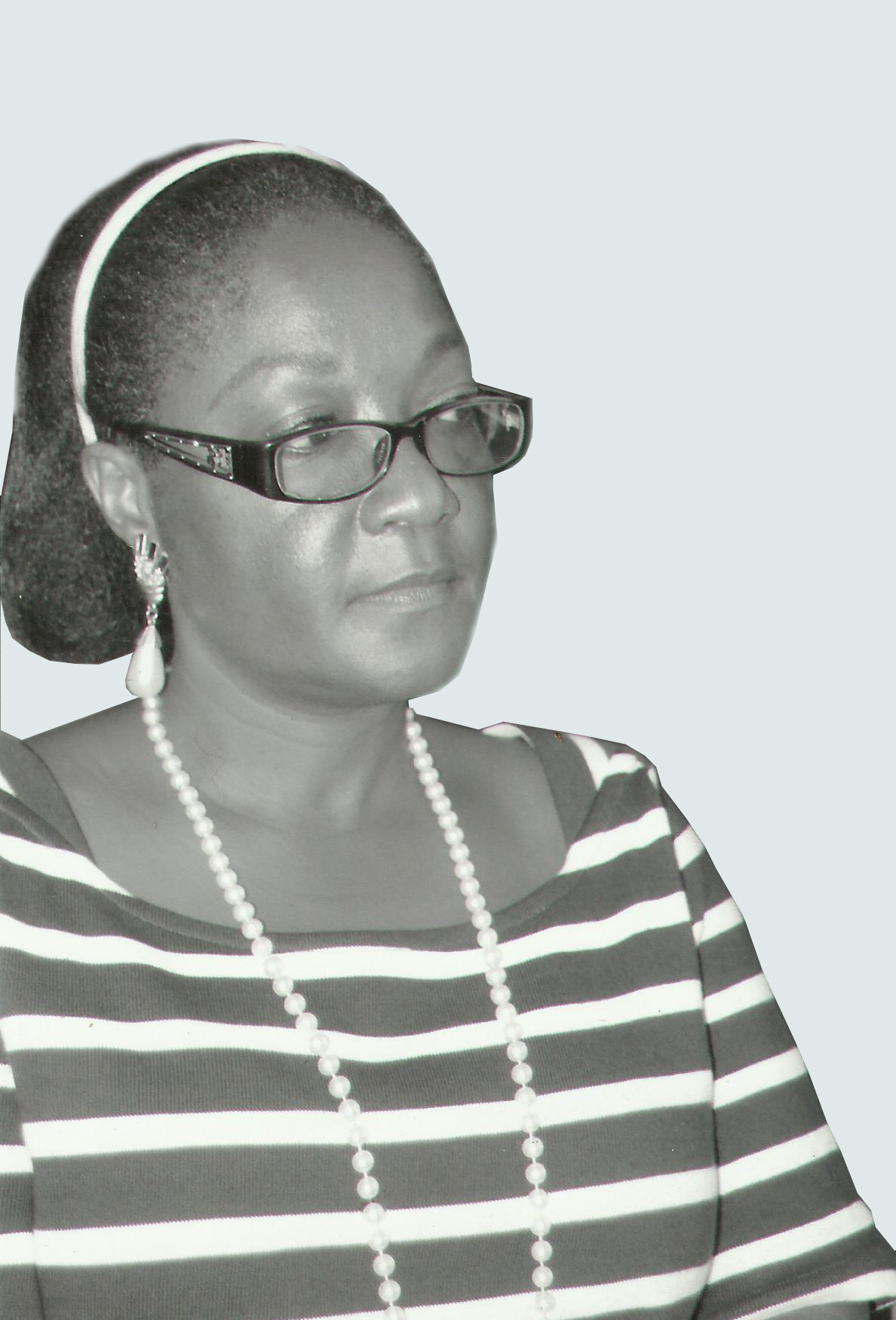
Chantal Adjiman Nandoh, Directrice de la Bibliothèque Nationale de Côte d'Ivoire, 2017.

### Direction
La Bibliothèque Nationale de Côte d'Ivoire est dirigée par un Directeur nommé par décret pris en Conseil des Ministres, sur proposition du Ministre chargé de la culture. Le directeur a rang de Directeur d’Administration Centrale.
Le Directeur de la BNCI est chargé de veiller au bon fonctionnement de l’institution et à l’exécution des différentes missions du service. En vertu de cette attribution, il oriente, supervise et coordonne les activités de la bibliothèque. Il établit donc, en liaison avec les différents services, les programmes d’activités de l'année et présente un rapport au Ministre chargé de la culture. En plus, il prépare et exécute le budget conformément à la réglementation en vigueur.
Par ailleurs, le Directeur a pour mission d'initier la politique de renforcement des capacités du personnel et de susciter des partenariats avec les autres bibliothèques.
Les bureaux de la Comptabilité et de la Communication sont rattachés à la Direction. Les chefs de ces bureaux sont nommés par décision du Directeur de la BNCI.

#### Bureau de la Comptabilité
Le Service de Comptabilité gère et élabore le budget de fonctionnement de la BNCI. C’est ce service qui passe les commandes des ressources documentaires et matérielles auprès des fournisseurs agréés par l’Etat de Côte d’Ivoire. Il assure également la gestion de la location des espaces de la BNCI, et la maintenance des ressources matérielles.

#### Bureau de la Communication
Le Service de Communication, Partenariat et Archives assure la communication institutionnelle de la BNCI. Elle valorise, l’image de la structure documentaire ainsi que ses activités auprès du public. Il est chargé aussi de la communication interne au sein de la structure. Il veille à l’exécution des engagements des différents partenaires dans le cadre des conventions signés avec ces derniers. Comme son nom l’indique, le Service Communication, Partenariat et Archives conserve les archives de la BNCI, à savoir les dossiers des agents, les bilans d’activités, les comptes rendus de réunion.

### Services
La BNCI comprend deux services : Le Service de la Conservation et la Gestion des Collections et le Service de la Diffusion et du Service au Public. Ils sont dirigés par des chefs de Service nommés par arrêté du Ministre de la culture sur proposition du Directeur de la BNCI.

### - le Service de la Diffusion et du Service au Public
ce service comprend :

### Bibliothèque Enfantine
Section littéraire
- Espace contes, pour la valorisation de la littérature orale à travers des séances de contes, l’apprentissage des langues maternelles, etc. ;
- Salon de lecture, pour la lecture individuelle ;
- Atelier pour la restitution graphique, des parties de jeux éducatifs et l’initiation à la création littéraire ;
- Espace pour bébé, de 1 à 3 ans ;
- Prêt pour la lecture en dehors de la bibliothèque[7].

Section audiovisuelle
- Espace informatique, pour initier et familiariser les enfants à la recherche documentaire (base de données BNCI et internet) ;
- Espace projection, pour réunir les enfants autour de productions audiovisuelles et leur donner l’occasion de s’exprimer et d’échanger ;
- Service pour parents, offrant un accès internet, des projections audiovisuelles et des consultations sur place, aux parents qui accompagnent les enfants et attendent la fin des activités[7].

### Banque de prêt (BP)
La Banque de Prêt appelée aussi bibliothèque de prêt a pour mission, d’assurer la promotion de la lecture publique au sein de la BNCI. Elle est ouverte aux adultes et aux jeunes lecteurs à partir de 14 ans.
La banque de prêts propose à ses usagers :
- des romans, de la poésie, des recueils de nouvelles et de la littérature dramatique. Hormis des écrits ivoiriens, le fonds documentaire couvre les zones de l’Afrique, de l’Europe, de l’Amérique et de l’Asie ;
- un programme culturel pour promouvoir les arts et la littérature par des expositions, des conférences, des ateliers spécifiques, des dédicaces ;

En collaboration avec la bibliothèque enfantine, la banque de prêts offre également :
- une initiation aux langues nationales ;
- des adhésions de groupes de lecture ;
- des rencontres avec les auteurs ;
- une animation autour du livre.

### Opération femmes et lecture
L'opération "femmes et lecture" est une activité de la BNCI visant à porter le livre aux femmes dans les salons de coiffure en Côte d'Ivoire.  Cette initiative a été lancée officiellement, le samedi 30 juin 2012 à Cocody, l'une des communes d'Abidjan.

## Dons
Outre ses propres acquisitions, la BNCI reçoit également des dons de la part d'autres bibliothèques, comme ce fut le cas du don de 20 000 ouvrages jeunesse de la part de la BNF en mai 2016.